# 랠프 브라운
랠프 브라운(Ralph Brown, 1957년 6월 18일 ~ )은 잉글랜드의 배우, 작가이다.

## 출연 작품

### 영화
- 회색빛 우정 (1987)
- 에이리언 3 (1992)
- 웨인즈 월드 2 (1993)
- 아미스타드 (1997) - 게드니 중령 역
- 스타워즈 에피소드 1: 보이지 않는 위험 (1999)
- 뉴 이어스 데이 (2001)
- 락앤롤 보트 (2009)
- 잭 더 자이언트 킬러 (2013)
- 파이널 스코어 (2018)
- 제미니 맨 (2019) - 델 역

### 텔레비전
- 아이반호 (1997) - 존 왕자 역
- 잭 테일러 (2010)